# Our Pathetic Age
Our Pathetic Age è il sesto album in studio del musicista e produttore statunitense DJ Shadow, pubblicato nel 2019.

## Tracce
- Parte 1: Instrumental Suite

1. Nature Always Wins – 1:20
2. Slingblade – 3:58
3. Intersectionality – 4:08
4. Beauty, Power, Motion, Life, Work, Chaos, Law – 2:06
5. Juggernaut – 5:31
6. Firestorm – 3:59
7. Weightless – 2:55
8. Rosie – 4:15
9. If I Died Today – 2:24
10. My Lonely Room – 5:37
11. We Are Always Alone – 3:47

- Parte 2: Vocal Suite

1. Drone Warfare (featuring Nas and Pharoahe Monch) – 3:42
2. Rain on Snow (featuring Inspectah Deck, Ghostface Killah and Raekwon) – 3:39
3. Rocket Fuel (featuring De La Soul) – 3:15
4. C.O.N.F.O.R.M. (featuring Gift of Gab, Lateef the Truthspeaker and Infamous Taz) – 2:51
5. Small Colleges (Stay with Me) (featuring Wiki and Paul Banks) – 3:01
6. JoJo's Words (featuring Stro) – 4:04
7. Kings & Queens (featuring Run the Jewels) – 3:53
8. Taxin' (featuring Dave East) – 1:51
9. Dark Side of the Heart (featuring Fantastic Negrito and Jumbo Is Dr.ama) – 3:49
10. I Am Not a Robot (interlude) – 1:21
11. Urgent, Important, Please Read (featuring Rockwell Knuckles, Tef Poe and Daemon) – 5:34
12. Our Pathetic Age (featuring Samuel T. Herring) – 4:37

- Traccia Bonus - CD

1. Systematic (featuring Nas) – 3:25

- Tracce Bonus - Digitale

1. Been Use Ta (featuring Pusha T) – 2:24
2. Taxin' (featuring Dave East & Loyle Carner) (long version) – 3:47
3. Two Notes (featuring Barny Fletcher) – 3:39